# The Lost Boys (miniserie televisiva)
The Lost Boys è una miniserie televisiva del 1978 diretta da Rodney Bennett.
La miniserie è la storia di come James Barrie inventò il personaggio di Peter Pan.
Il consulente della miniserie è stato proprio uno dei ragazzi della famiglia Davies, ovvero Nicholas .

## Trama
La storia di J. M. Barrie e del suo rapporto con la famiglia Llewelyn-Davies che lo portarono a inventare Peter Pan

## Episodi
- We Set Out to be Wrecked
- Dark and Sinister Man
- An Awfully Big Adventure